# Chiñón
Chiñón är en ort i Mexiko.   Den ligger i kommunen San Martín Peras och delstaten Oaxaca, i den sydöstra delen av landet, 240 km söder om huvudstaden Mexico City. Chiñón ligger 1 908 meter över havet och antalet invånare är 293.
Terrängen runt Chiñón är huvudsakligen kuperad, men norrut är den bergig. Runt Chiñón är det ganska glesbefolkat, med 30 invånare per kvadratkilometer. Närmaste större samhälle är Tlahuapa, 10,5 km väster om Chiñón. I omgivningarna runt Chiñón växer huvudsakligen savannskog.